# Charles Lucieto
Œuvres principales
En missions spéciales (1926)
Charles Lucieto est un espion et écrivain français de plusieurs romans d'espionnage.

## Biographie
Il est connu pour avoir permis l'analyse d'un gaz de combat allemand ayant servi durant la Première Guerre mondiale, acte qui permit de développer un masque à gaz permettant d'opposer une contre-mesure efficace.

### Les 7 têtes du dragon vert
Son nom est cité dans l'ouvrage attribué à Teddy Legrand, Les 7 Têtes du dragon vert, que l'éditeur du livre, Energeia, attribue à Xavier de Hauteclocque, mais qui pourrait être de sa main. Selon Serge Caillet, Teddy Legrand serait le pseudonyme de Jean d'Agraives ou de Pierre Mariel. Par ailleurs l'emploi du pseudonyme de Teddy Legrand pourrait indiquer une collaboration entre différentes personnes.

## Romans
Série La Guerre des cerveaux, publiée chez Berger-Levrault
- En missions spéciales (1926)
- La Vierge rouge du Kremlin (1927)
- Livrés à l'ennemi (1928)
- Le Diable noir (1928)
- L'Espion du Kaiser (1929)
- La Tragique Affaire de Bullway Castle (1929)
- Sampierro, gentilhomme corse (1930)
- Les Pirates de la Jade (1931)
- L'Espionne aux mains sanglantes (1931)
- Le Mystère de Monte-Carlo (1932)
- La Brigade des Loups (1932)

Série Les Coulisses de l’espionnage International, les merveilleux exploits de James Nobody, publiée aux éditions La Vigie
1. Un drame au War-Office
2. Le Courrier du Tzar
3. Au pays de l'épouvante
4. La Louve du Cap Spartiventi
5. La Momie sanglante
6. Les Compagnons du désespoir
7. Les Mystères de la Sainte-Vehme
8. La Fin tragique d'un espion
9. L'Effroyable Drame de Malhem
10. Les Vengeurs d'Isis
11. Un drame au quartier général du Kaiser
12. Le Secret du Fellah